# André Ariès
Pour les articles homonymes, voir Ariès.
André Ariès est un écrivain français né à Marseille le 3 janvier 1923 et mort dans la même ville le 18 juillet 2002.

## Biographie
Après avoir été Capitaine au long cours, il se consacre entièrement à la défense et à l'illustration de la langue provençale à partir de 1981. En 1976, il crée Prouvençau, Dau!, un mensuel entièrement rédigé en provençal. En 1990, il reçoit le prix Frédéric-Mistral et le Grand Prix littéraire de Provence. Il est aussi l'auteur d'une traduction du Petit Prince en provençal (Lou pichot prince).